# Монталдо Торинезе
Монталдо Торинезе (итал. Montaldo Torinese) је насеље у Италији у округу Торино, региону Пијемонт.
Према процени из 2011. у насељу је живело 408 становника. Насеље се налази на надморској висини од 354 м.

## Становништво
Према резултатима пописа становништва 2011. у општини је живело 749 становника.
| 1936. | 1951. | 1961. | 1971. | 1981. | 1991. | 2001. | 2011. |
| ----- | ----- | ----- | ----- | ----- | ----- | ----- | ----- |
| 596   | 558   | 511   | 413   | 422   | 494   | 589   | 749   |